# LADY (米津玄師の曲)
「LADY」（レディー）は、日本のシンガーソングライター・米津玄師の楽曲。配信限定シングルとしてSony Music Labelsより2023年3月21日に各音楽配信サービスにてリリースされた。

## 背景
本楽曲は14年ぶりにブランドを刷新した、日本コカ・コーラ「ジョージア」の「毎日って結構ドラマだ。」篇CMソングとして制作された。
これについて米津自身は以下のようにコメントしている。
平坦な生活からほんの少しだけフケられたらいいなという気持ちを音楽にしました。よろしくお願いします。 
また米津はナタリーとのインタビューの中で、時期が定かではないとしつつも、ちょうど缶コーヒーを気に入っていたところへ、日本コカ・コーラからCMのオファーをもらったと話している。米津は日本コカ・コーラから好きなようにやってほしいといわれていたものの、このところはタイアップ先の作品と向き合い再構築することが多かったため、今回はCMのコンセプトや温度感から遠く離れないようにしつつも、肩の力を抜いて作ることにしたとナタリーとのインタビューの中で話している。また、何も考えずに作ると舞台設定が夜になってしまうため、本楽曲では倦怠感をまといつつも、晴れやかさと軽やかさを重視したと述べており、本楽曲は朝の10時を想定しているという。
本楽曲ではmabanuaが米津との共同編曲を務めている。米津がmabanuaと楽曲を制作するのは、「ナンバーナイン」以来約6年ぶりである。

## リリースとプロモーション
2023年3月15日に「ジョージア」ブランド戦略発表会にて本楽曲が「ジョージア」のCMソングに起用されることが発表された。同時に、過去に米津のアー写やミュージックビデオも手掛けている奥山由之が撮影を担当した、35mmフィルムを使用した多重露光のビジュアルとなっている米津の新アーティスト写真も公開された。
同年3月20日には、米津のTwitterとInstagramに「ARE YOU LADY?」という一文と、バーコードが記載された青い缶の画像が投稿された。画像のバーコードは、スキャンすると3月21日00時00分を表す「03210000」という数字が現れる仕掛けとなっており、この時刻になると何かが起こるという予告がされた。
予告時間の3月21日00時00分になると、楽曲の配信がスタート。米津のSNSには本楽曲のジャケットイラストと配信リンクが投稿された。前作『KICK BACK』の先行配信からは約5か月ぶり、配信シングルにおける前作『POP SONG』からは約1年1か月ぶりのリリースとなった。また、同日より本楽曲が起用されたジョージアの新CMの放映も開始された。
さらに同年4月4日には、米津の各種SNS等で青い缶が線状の模様を引きながら転がる動画が公開され、その模様の縦横比を変えると4月5日20時を指す「04052000」の数字が現れる仕掛けとなっていた。
予告時間の4月5日20時にプレミア公開された本楽曲のミュージックビデオは、米津が道路の白線の上だけを歩き続ける内容となっており、過去にも米津の「Lemon」や「Flamingo」など多数のミュージックビデオに携わった山田智和が監督を務めている。

## チャート成績
配信が開始された3月21日付の各配信サイトのデイリーチャートで1位を獲得し、28冠を達成した。
3月29日発表のオリコン週間デジタルシングル（単曲）ランキングでは初登場1位を記録し、自身通算12作目の1位獲得となった。同時に歴代最多首位記録を自己更新した。
同日発表のBillboard Japan Download Songsでは初登場1位、Billboard Japan Hot 100では初登場2位を記録した。

## タイアップ
- 日本コカ・コーラ ジョージア「毎日って、けっこうドラマだ。」篇 CMソング[2]